# Mai Hồng Hải
Mai Hồng Hải (sinh ngày 19 tháng 5 năm 1972) là một doanh nhân và chính trị gia người Việt Nam. Ông hiện là đại biểu quốc hội Việt Nam khóa XIV nhiệm kì 2016-2021, thuộc đoàn đại biểu quốc hội thành phố Hải Phòng, Ủy viên Ủy ban Tài chính ngân sách của Quốc hội, Tổng Giám đốc Công ty Trách nhiệm hữu hạn một thành viên Xi măng Vicem Hải Phòng. Ông đã trúng cử đại biểu quốc hội năm 2016 ở đơn vị bầu cử số 3, thành phố Hải Phòng (gồm có quận Kiến An, Đồ Sơn, An Lão, Tiên Lãng, Vĩnh Bảo) với tỉ lệ 77,75% số phiếu.

## Xuất thân
Mai Hồng Hải sinh ngày 19 tháng 5 năm 1972 quê quán ở thôn Trà Đông, xã Quang Phục, huyện Tiên Lãng, TP Hải Phòng.

## Giáo dục
- Giáo dục phổ thông: 12/12
- Cử nhân Tài chính (chuyên ngành tài chính tín dụng)
- Cử nhân Luật (chuyên ngành Luật kinh tế)
- Thạc sĩ Quản lý kinh tế
- Cao cấp lí luận chính trị

## Sự nghiệp
Ông gia nhập Đảng Cộng sản Việt Nam vào ngày 07/9/1996.
Ông hiện là Chủ tịch HĐQT Công ty kiêm Tổng giám đốc cổ phần Xi măng Hạ Long.
Ông đang làm việc ở Công ty cổ phần Xi măng Hạ Long.

## Đại biểu Quốc hội Việt Nam khóa XIV nhiệm kì 2016-2021
Ngày 22 tháng 5 năm 2016, Mai Hồng Hải trúng cử đại biểu quốc hội Việt Nam khóa 14 nhiệm kì 2016-2021 ở đơn vị bầu cử số 3, thành phố Hải Phòng gồm quận Kiến An, Đồ Sơn, An Lão, Tiên Lãng, Vĩnh Bảo) với tỉ lệ 77,75% số phiếu.